# Спираль (фигурное катание)

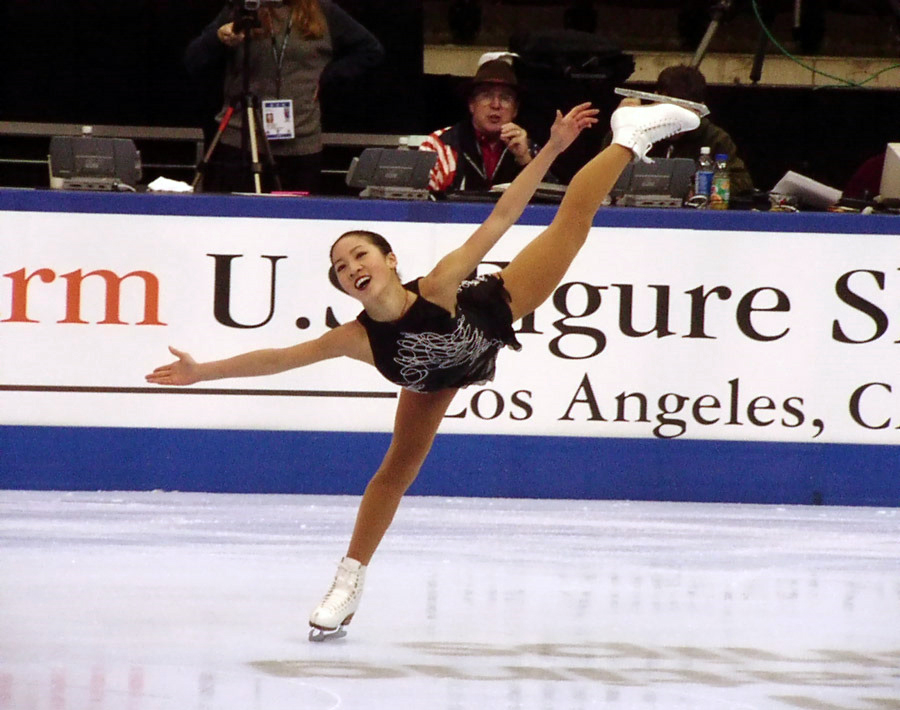
Мишель Кван на Чемпионате США по фигурному катанию в 2003 году.

Спираль — обязательный элемент женского и парного фигурного катания, длительное скольжение на чётком ребре одного конька в неизменной позе с поднятой свободной ногой. В результате на льду должен остаться след с плавно меняющейся кривизной. В исполнении этого элемента важна красота и точность позы.
Традиционно спиралью называют «ласточку», когда фигурист, скользя на одной ноге, кладёт туловище горизонтально, а свободную ногу поднимает настолько высоко, насколько позволяет растяжка; существуют и другие позиции. Также к спиралям по традиции относят элементы «кораблик» и «бауэр», когда фигурист скользит на двух ногах на наружных или внутренних рёбрах; подобные элементы считаются связующими и очков за технику не дают.

## Вариации спиралей
Спирали могут выполняться во многих различных позициях, как, например, вытягивание свободной ноги вперед или в сторону, согнув её в колене, или поддерживая её руками. Есть множество вариантов, не все они будут перечислены ниже и не у всех есть официальные названия.
- Спираль в арабеске является основной спиральной позицией. Свободная нога располагается сзади перпендикулярно опорной ноге (в «ласточке») или выше, в зависимости от растяжки фигуриста.
- Спирали «колечко» (англ. Catch-foot) — спирали с захватом конька или ноги руками. Такие спирали, в свою очередь, подразделяются на:
  - Спираль в положении бильманн (англ. Biellmann spiral) — выполняется движение по дуге, при этом свободная нога закинута назад и подтягивается обеими руками к голове. Положение такое же, как при вращении бильманн.
  - Спираль в перекрёстном бильманне (англ. cross-grab spiral) — свободная нога перехватывается либо скрещенными руками, либо одной рукой, противоположной свободной ноге.
  - Y-спираль (англ. Y-spiral) или «карандашик» — спираль выполняется с закидыванием свободной ноги в сторону с поднятием её как можно выше (получается форма буквы «Y»). При этом фигурист обычно поднятую ногу придерживает рукой.
- Спираль Шарлотты (англ. Charlotte spiral) — представляет собой позицию, при которой торс фигуриста опускается вниз к опорной ноге, а свободная нога поднимается как можно выше вверх.
- Спираль Керриган (англ. Kerrigan spiral) — позиция, при которой свободная нога, откинутая назад, придерживается за колено рукой. Эта спираль названа в честь американской фигуристки Нэнси Керриган.
- Fan спираль — «обратная» спираль, когда свободная нога поднимается вперед и чуть вбок. В идеале должна выполняться с прямыми и опорной и свободной ногой.

## Правила на сезон 2012—13
В коротких программах спираль не засчитывается (расценивается как связующий элемент). В произвольной применяется элемент «хореографическая дорожка» (ChSq). В одиночном катании хореографическая дорожка исполняется после основной. У женщин и пар она должна содержать одну или несколько спиралей. Элемент не имеет уровня (техническая бригада фиксирует факт исполнения). Зато, в зависимости от оценок судей, фигурист может получить от 0,5 до 4,1 очков.

## Галерея

### Спирали в одиночном катании

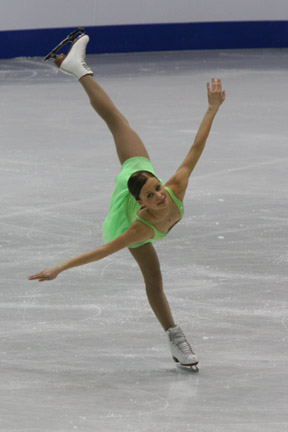
Спираль в арабеске (Йенни Вяхямаа)
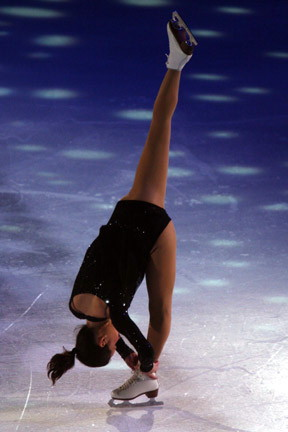
Спираль Шарлотты (Саша Коэн)
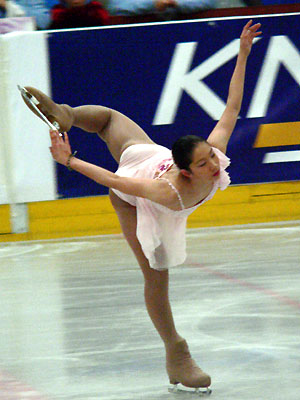
Спираль в перекрёстном бильманне (Юка Исикава)
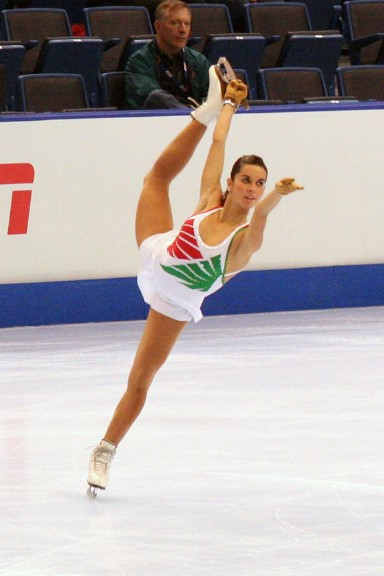
catch-foot спираль (Валентина Маркеи)
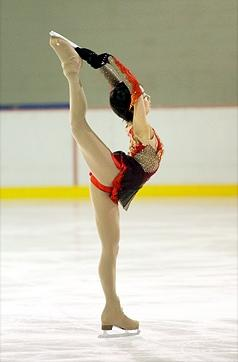
Спираль в положении бильманн (Choi Ji Eun)
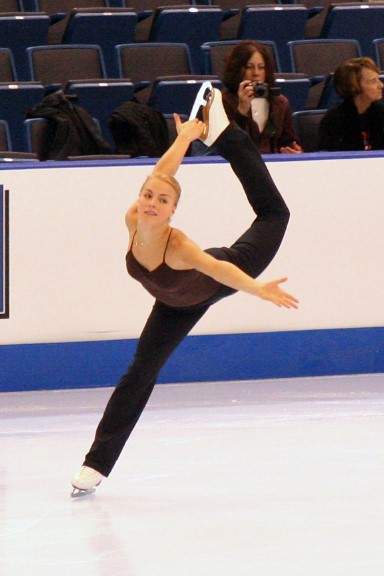
Спираль в перекрёстном бильманне (Киира Корпи)
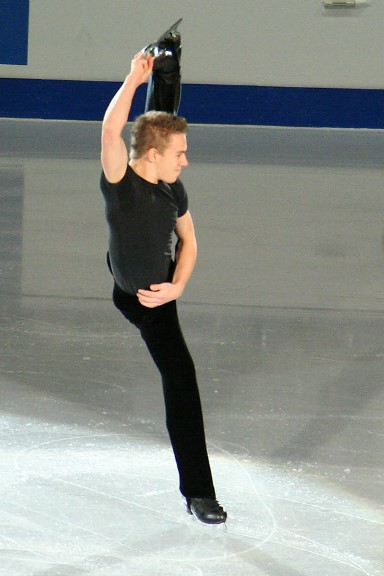
Y-спираль (Шон Сойер)
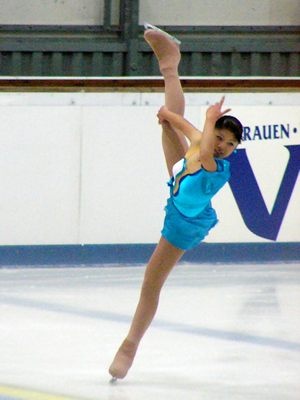
Спираль Керриган (Аяко Хагивара)
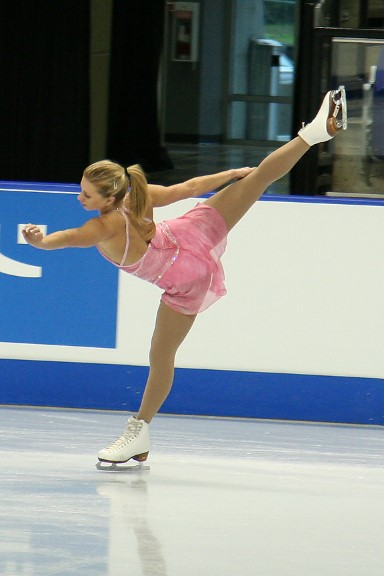
Спираль Керриган (Джоанни Рошетт)
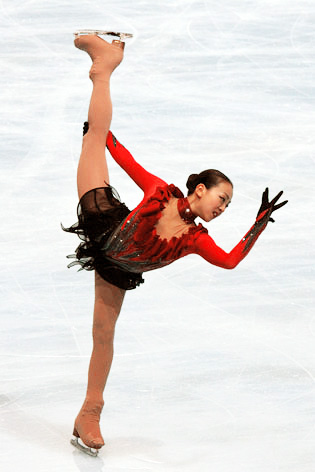
Спираль Керриган (Мао Асада)
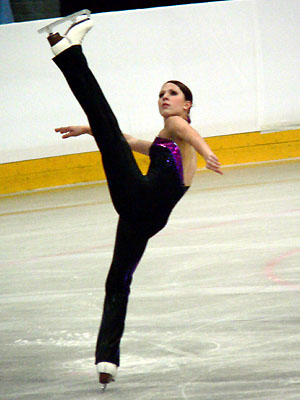
Fan спираль (Ольга Иконникова)

### Спирали в парном катании

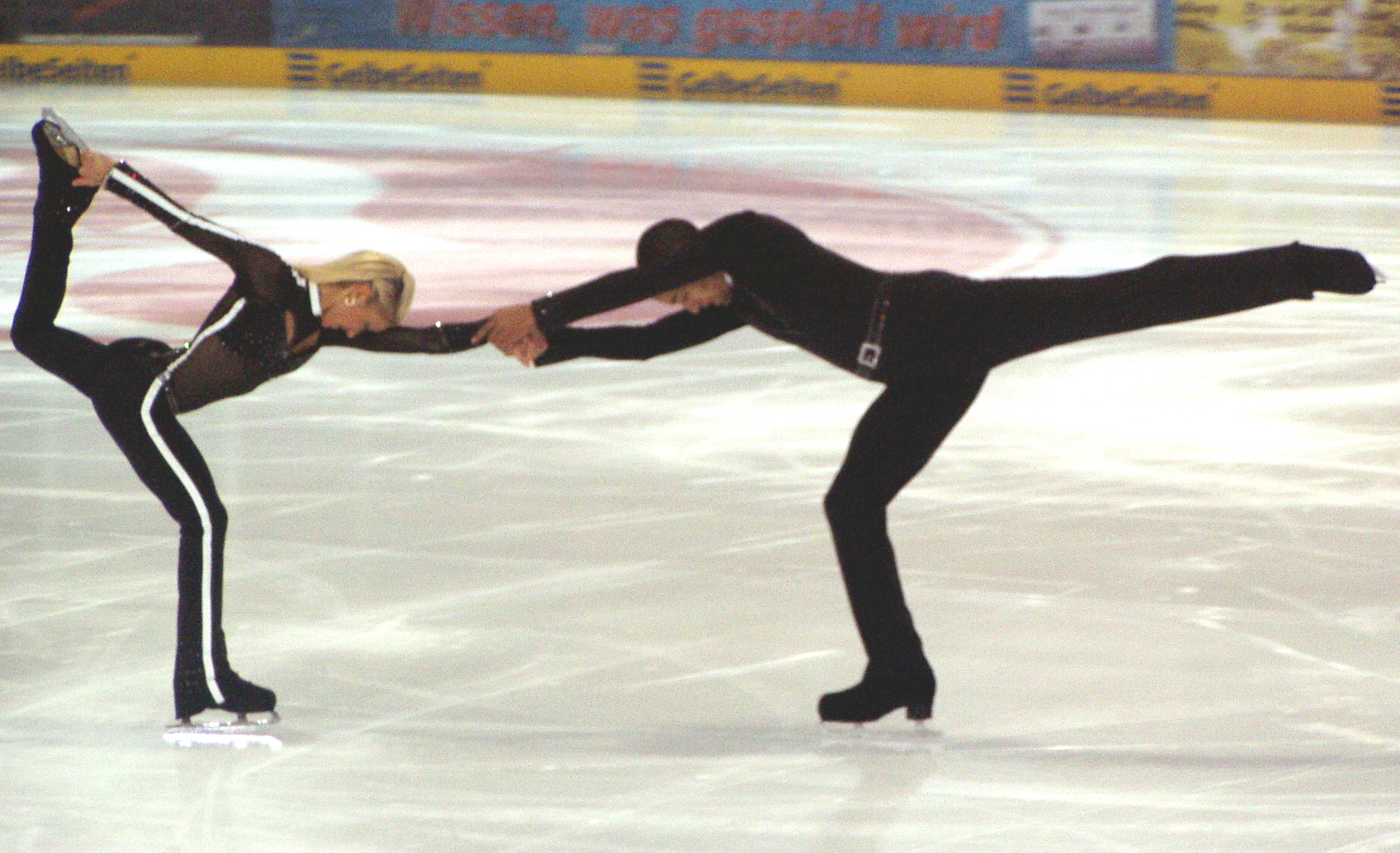
Catch-foot и арабеск (Алёна Савченко & Робин Шолковы)
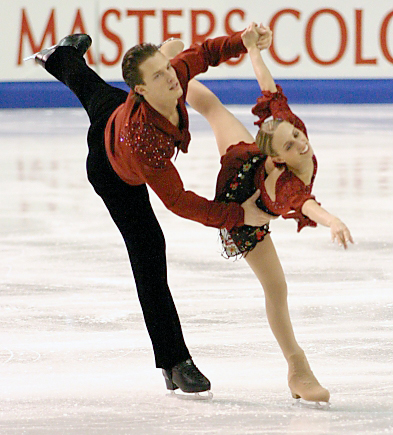
Парная спираль в арабеске (Меган Дюамель & Крейг Бантин)
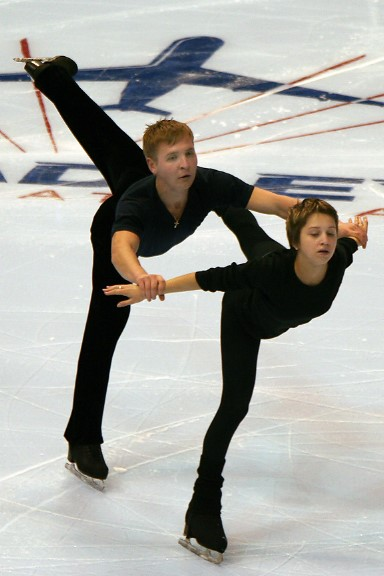
Парная спираль в арабеске (Елена Ефаева & Алексей Меньшиков)
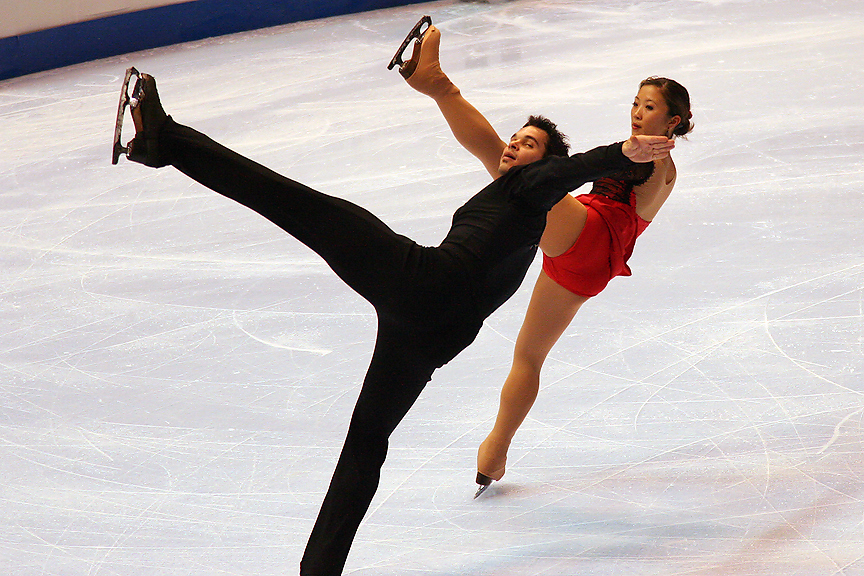
Парная fan-спираль (Naomi Nari Nam & Themistocles Leftheris)
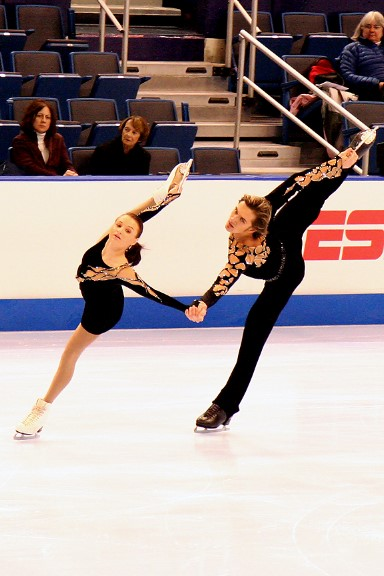
Парная спираль в положении бильманн (Мария Мухортова & Максим Траньков)
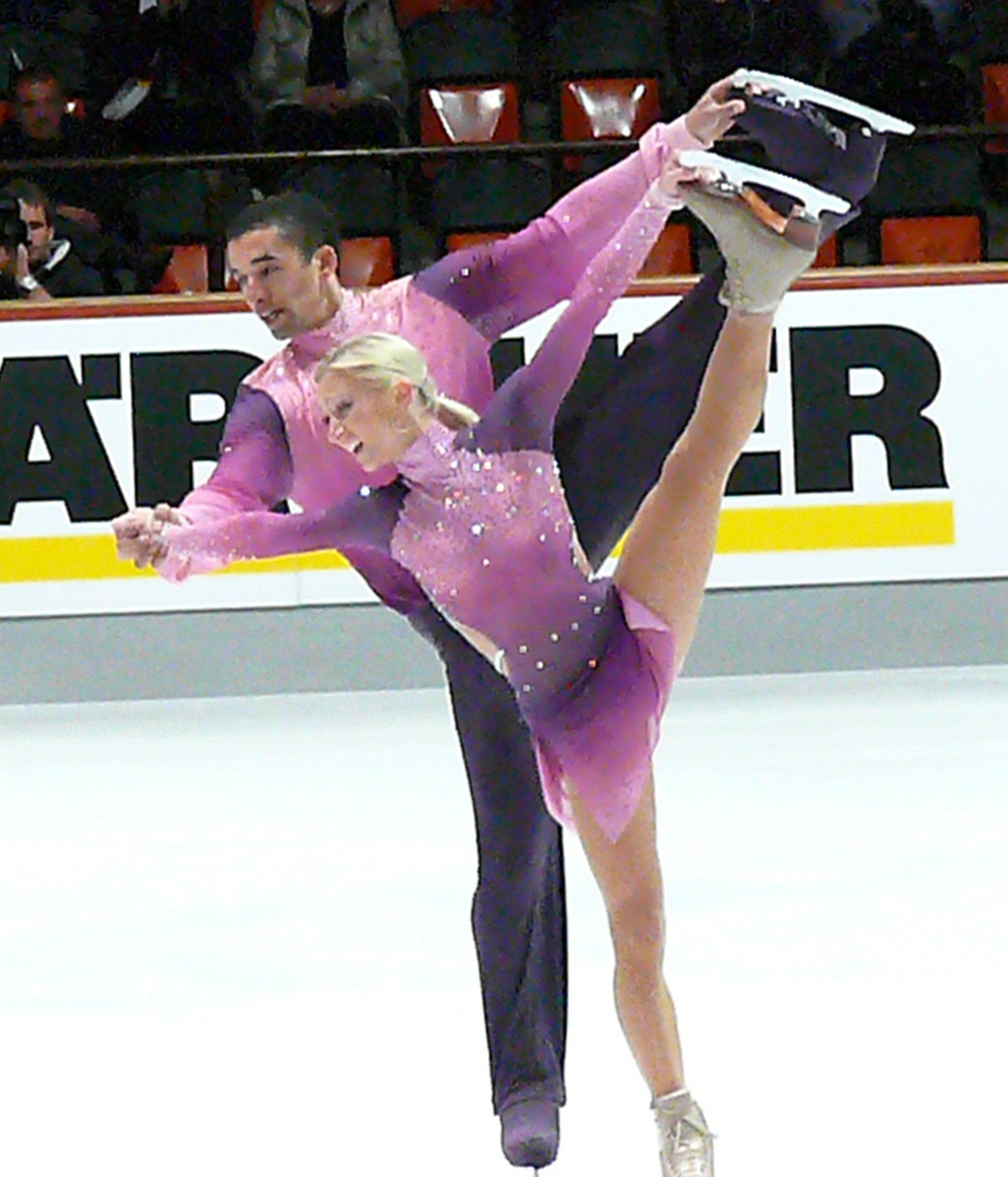
Парная Y-спираль (Алёна Савченко & Робин Шолковы)